# Sulfure d'étain(II)
Le sulfure d'étain(II) est un composé chimique de formule SnS. Il se présente sous la forme d'un solide sombre grisâtre ou brunâtre, insoluble dans l'eau mais soluble dans l'acide chlorhydrique concentré ainsi que dans le sulfure d'ammonium (NH4)2S. Il présente une structure en couches semblable à celle du phosphore noir et peut, de la même manière que dernier, être exfolié en phase liquide pour libérer des couches minces de SnS d'épaisseur atomique aux propriétés semiconductrices avec une largeur de bande interdite d'environ 1,5 eV, supérieure à celle du cristal massif.
Le sulfure d'étain cristallise dans le système cristallin orthorhombique, groupe d'espace Pnma (no  62) avec comme paramètres de maille a = 1118,0(6) pm, b = 398,2(2) pm, c = 432,9(3) pm et nombre d'unités par maille Z=4.
Il peut être préparé en faisant réagir de l'étain métallique avec du soufre élémentaire, ou en faisant réagir du chlorure d'étain(II) SnCl2 avec du sulfure d'hydrogène H2S.
Sn + S → SnS ;
SnCl2 + H2S → SnS + 2 HCl.
Il fait l'objet de recherches comme couche active pour cellules photovoltaïques à couches minces. En effet, le tellurure de cadmium CdTe et le CIGS CuInxGa1-xSe2, qui sont couramment utilisés comme couches actives de type p, sont produits à partir d'éléments toxiques ou rares, tandis que le sulfure d'étain(II) est constitué d'éléments abondants et non toxiques. Ses propriétés optiques et électroniques conviennent également à ce type d'utilisation, avec une largeur de bande interdite de 1,3 à 1,4 eV.